# Kvernknurr
Le Kvernknurr est, dans le folklore norvégien, une sorte de gobelin ou de troll à la bouche si grande qu'il peut saisir une meule de moulin dans ses dents et l'arrêter, tout en criant plus fort que le bruit du moulin.